# Maël Tyrode
Maël Tyrode (* 31. Juli 2000 in Pontarlier) ist ein französischer Nordischer Kombinierer.

## Werdegang
Tyrode, der für SC Les Fourgs startet, gab sein internationales Debüt im Rahmen der Nordischen Skispielen der OPA 2014 im heimischen Gérardmer. In den folgenden Jahren konkurrierte er regelmäßig im Alpencup sowie weiteren Jugend-Veranstaltungen. So gewann er seine erste Medaille bei den Nordischen Skispielen der OPA 2016 in Tarvis und Villach, als er gemeinsam mit Edgar Vallet, Titouan Suisse und Théo Rochat Dritter wurde. Seinen größten Erfolg auf Juniorenebene feierte er bei den Junioren-Skiweltmeisterschaften 2017 in Park City, wo er zusammen mit Lilian Vaxelaire, Laurent Muhlethaler und Théo Rochat die Silbermedaille hinter dem österreichischen Team gewann.
Sein Debüt im Continental Cup gab er bereits in der Saison 2015/16 am 6. März 2016 in Chaux-Neuve. Beim Wettkampf nach der Gundersen-Methode im Skisprungstadion Stade de la Côte Feuillée sowie über 10 Kilometer verpasste Tyrode allerdings deutlich die Punkteränge. Diese erreichte er erstmals im Februar 2019 beim Continental-Cup-Wettbewerb in Eisenerz.
Im Sommer 2019 startete Tyrode erstmals im Grand Prix. Dabei konnte er beim Gundersen-Wettkampf in Tschagguns direkt seine ersten sieben Punkte erzielen. In der Gesamtwertung belegte er damit den 64. Platz. Tyrode erreichte beim Super Sprint im Rahmen des Continental Cups am 12. Januar 2024 in Trondheim als Zweiter erstmals das Podest in dieser Wettkampfserie.

## Statistik

### Weltcup-Platzierungen
| Saison  | Platz | Punkte |
| ------- | ----- | ------ |
| 2023/24 | 51.   | 036    |
| 2024/25 | 68.   | 008    |

### Grand-Prix-Platzierungen
| Saison | Platz | Punkte |
| ------ | ----- | ------ |
| 2019   | 64.   | 007    |

### Continental-Cup-Platzierungen
| Saison  | Platz | Punkte |
| ------- | ----- | ------ |
| 2018/19 | 86.   | 007    |
| 2020/21 | 54.   | 028    |
| 2021/22 | 33.   | 141    |
| 2022/23 | 14.   | 252    |
| 2023/24 | 18.   | 345    |
| 2024/25 | 12.   | 384    |